# Traliccio equivalente

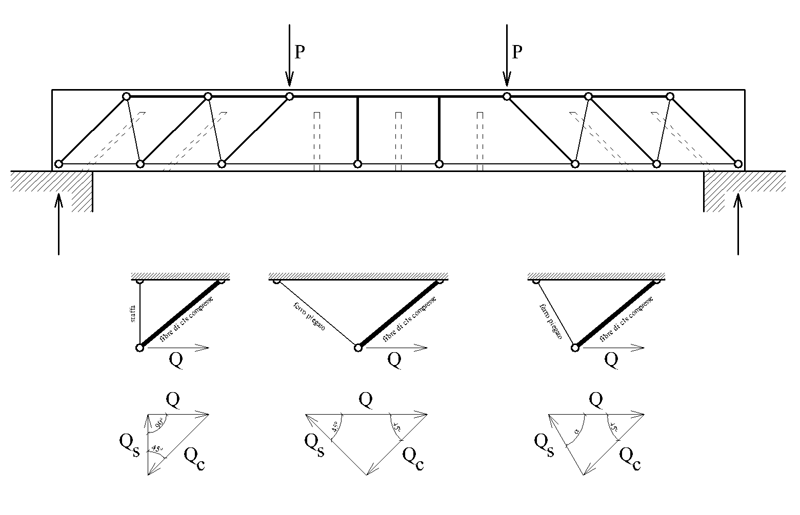
Traliccio equivalente di Ritter-Mörsch idoneo per lo studio delle travi inflesse

Il traliccio equivalente o modello a traliccio (in inglese truss analogy) rappresenta un modello di calcolo di nervature in calcestruzzo armato che permette di studiare il meccanismo strutturale resistente di un corpo continuo attraverso l'utilizzo di un idoneo elemento reticolare opportunamente calibrato. 
L'analogia del traliccio equivalente si basa sulla idea di poter individuare all'interno di una membratura continua in calcestruzzo armato, una serie di aste ideali, che vanno a comporre un traliccio, disegnate nel rispetto degli andamenti tensionali interni alla struttura in modo tale da poter assorbire gli sforzi interni di trazione e compressione. 
L'analogia del traliccio equivalente è alla base di diversi metodi per la progettazione strutturale sia delle B region che delle D region.
Per l'Eurocodice 2 l'analogia del traliccio equivalente rappresenta uno dei metodi utilizzabili per la progettazione delle strutture allo stato limite ultimo (SLU).
Pur essendo basati sullo stesso principio, in letteratura il traliccio utilizzato per le B region viene indicato truss model (esempio: traliccio di Ritter - Morsch, traliccio di Rausch), caratterizzato da una disposizione regolare delle aste, mentre quello riferito alle D region viene definito strut and tie model (STM), anche se a seguito degli studi effettuati da Schlaich et al. nel 1987, quest'ultimo viene utilizzato come sinonimo di traliccio equivalente indipendentemente alla zona a cui è riferito. 

## Storia
Anche se fin dai primi studi si è cercato di inquadrare le costruzioni in conglomerato armato entro i canoni dei continui elastici (studio alla de Saint Venant), va ricordato che per descrivere il comportamento di alcune azioni, come quella tagliante e torcente, lo schema a traliccio è stato, dal punto di vista temporale, quasi parimenti introdotto. 
A tal proposito il metodo del traliccio equivalente per descrivere il comportamento a taglio e flessione di una trave in calcestruzzo armato è stato introdotto con successo da Ritter (1899), sulla base dell'idea originaria di Hennebique, e sviluppato negli anni successivi dallo stesso Ritter e da Morsch (1912); tale traliccio in letteratura è indicato come traliccio di Ritter - Morsch.
Successivamente per schematizzare il comportamento di una trave in calcestruzzo armato soggetta a torsione semplice, Rausch (1929) ha introdotto un traliccio reticolare spaziale (traliccio di Rausch).
I due suddetti tralicci risultano estremamente regolari, con le aste ad inclinazione costante (truss model).
Passarono tuttavia diversi anni prima che si focalizzasse l'attenzione sul traliccio con inclinazione delle bielle compresse variabile (Chambaud - 1957) come modello per l'interpretazione dei differenti tipi di rottura per taglio, e che lo sviluppo e l'applicazione delle teorie della plasticità alle strutture in calcestruzzo armato ne giustificassero ed estendessero l'applicabilità.
Nel 1975 Thurlimann suggerì un modello di traliccio con inclinazione delle bielle compresse variabile ma limitata da condizioni cinematiche.
Il successivo sviluppo dell'applicazione della teoria della plasticità al calcestruzzo strutturale è rappresentato dalla generalizzazione dei concetti derivanti dall'analogia del traliccio attraverso l'introduzione di campi di compressione discontinui (strut) in equilibrio con le sollecitazioni di trazione (tie) ad opera principalmente della scuola di Thurlimann e Zurigo e della scuola di Stoccarda.
Quest'ultima con J. Schlaich e altri ha proposto un approccio di tipo globale al progetto delle strutture attraverso lo strut and tie model che consente la considerazione contestuale degli sforzi dovuti a tutte le sollecitazioni presenti e la possibilità di utilizzare un solo modello per progettare sia le regioni D sia le regioni B.

## Fondamenti del metodo
Le tensioni interne a una struttura possono essere rappresentate e visualizzate sotto forma di traiettorie, il metodo consiste nel condensare le traiettorie di un generico campo compresso, rettificandone l'eventuale andamento curvilineo con una poligonale, sostituendo ad ogni tratto rettilineo un puntone.
In corrispondenza dei cambi di direzione vengono aggiunte altre aste come tiranti (tie) o puntoni (strut), in modo da ottenere un traliccio staticamente determinato.
I tiranti rappresentano l'armatura della membratura in calcestruzzo armato e pertanto devono essere posizionati in modo da seguire una idonea disposizione delle barre con riferimento alla sicurezza e ad un adeguato utilizzo.
I punti di interconnessione delle varie bielle (tese e compresse) sono idealizzati come nodi cerniera (sconnessi alla rotazione) e le azioni esterne agenti e le reazioni vincolari sono costituite da forze applicate ai soli nodi.
Con tali ipotesi ogni singola asta componente il traliccio lavora solo a sforzo normale.
Nel caso di carichi agenti distribuiti, questi devono essere suddivisi in più carichi concentrati equivalenti che vengono applicati nei nodi del traliccio.
Successivamente però, per una più verosimile simulazione della situazione reale, si dovrebbero esaminare i comportamenti locali rappresentati dal comportamento a trave di quegli elementi soggetti a carichi distribuiti.
Caratteristica peculiare del traliccio equivalente è dunque l'adozione di un elemento finito estremamente semplice: l'elemento biella (o asta).
Il numero di aste che converge nel generico nodo deve garantire l'equilibrio dello stesso. 
Pertanto i nodi del traliccio rappresentano le regioni dove le forze interne sono deviate e/o introdotte.

## Metodi per il disegno del traliccio equivalente
Per il riconoscimento e il tracciamento delle aste (puntoni e tiranti) del traliccio in fase elastica in letteratura esistono tecniche più o meno raffinate e automatizzabili.
Tali metodi hanno come origine un'analisi elastica lineare eseguita mediante un'analisi numerica (metodo degli elementi finiti, differenze finite, ecc.) attraverso la quale si può ricostruire lo stato tensionale nella struttura e la sua evoluzione al progredire del carico.
Mediante successive considerazioni basate sul concetto della concentrazione dei campi tensionali sono stati introdotti diversi metodi quali:
- il metodo dell'abbattimento del modulo elastico
- il metodo della concentrazione dei campi tensionali.

Tra i metodi utilizzati in campo plastico (fase fessurata) il più noto è il metodo dell'itinerario del carico (load path method) ideato da J. Schlaich.
La scarsa capacità del calcestruzzo a resistere a forze di trazione, fa sì che il traliccio equivalente in campo elastico non corrisponda a quello determinato in fase fessurata vicino alla rottura.

## Normativa
Attualmente i metodi che si basano sull'analogia del traliccio equivalente sono stati recepiti da diverse normative tecniche mondiali.
In Italia il D.M. del 14 gennaio 2008 (al punto 4.1.2.1.5) permette di condurre le verifiche di sicurezza di elementi in c.a., per i quali non valgono i modelli meccanici semplici, con riferimento a schematizzazioni basate sull'individuazione di tiranti e puntoni.